# Graphiurus rupicola
Graphiurus rupicola — вид гризунів родини вовчкових (Gliridae). Поширений в Південній Африці.

## Поширення
Вид поширений у Намібії та ПАР, у вузькій смузі від Карібіба та гори Бруккарос у Намібії на південь до Порт-Ноллота та Енрієта в Південній Африці. Існує єдиний можливий запис із центральної Анголи.
Його типове середовище існування – скелясті відслонення та коп’є (скелясті, піднесені ділянки на пласкій рівнині), де він живе в ущелинах. Здебільшого він населяє регіон Кару або його перехідні райони, хоча екземпляри, знайдені в Анголі, були знайдені у вічнозелених лісах на вершині гори.

## Опис
Соня середнього розміру з довжиною голови й тіла від 105 до 119 мм і хвоста від 96 до 118 мм. Шерсть на спині вовняна, густа і досить довга, близько 10 мм завдовжки на крупі з захисними волосками до 17 мм. Колір спини варіюється від сріблясто-сірого до тьмяно-сірого або темно-сірого. Нижня частина тіла біла або кремова з темно-сірим відтінком, а між спинною та черевною частинами є чітка кольорова лінія. Череп дещо сплощений, вуха досить великі та овальні, очі великі. Навколо очей є помітна маска, а щоки білі, цей колір тягнеться смужкою через плечі. Задні лапи зазвичай білі, але можуть мати темні смуги зверху. Хвіст довгий і має коротке хутро біля основи і довше волосся біля кінчика, де волосся може мати довжину до 43 мм. Хвіст сірий з великою кількістю білих волосків і має білий кінчик.